# Denis Gremelmayr
Denis Gremelmayr (Heidelberg, 16 augustus 1981) is een Duits tennisser. Hij is prof sinds 2000 en haalde in 2006 voor het eerst de top 100. Zijn hoogste plaats op de ATP-ranglijst is de 59e, die hij behaalde op 5 mei 2008.
Gremelmayr won nog geen ATP-toernooi, maar heeft in het enkelspel wel zes challengers en zeven futurestoernooien gewonnen. Zijn beste resultaat in een ATP-toernooi is de halve finale. Zijn beste resultaat in het enkelspel op een grandslamtoernooi is de derde ronde (op de Australian Open van 2006).

## Carrière

### 2000 - 2005
In de periode 2000 tot 2005 speelde Gremelmayr hoofdzakelijk futures- en challengertoernooien. In 2002 speelde hij zijn eerste partij op een ATP-toernooi, in Kopenhagen. Hij verloor in de eerste ronde van de Georgiër Irakli Labadze. Hij bereikte zijn eerste finale in een challenger in 2005, op het toernooi van Calabasas (Californië, Verenigde Staten), en verloor van de Amerikaan Brian Vahaly. Hij boekte dat jaar ook zijn eerste zege op ATP-niveau door in de eerste ronde van het ATP-toernooi van Bangkok de Kroaat Roko Karanušić te verslaan.

### 2006 - 2007
Hij maakte zijn grandslamdebuut als qualifier op de Australian Open in 2006 en bereikte meteen de derde ronde. Hij versloeg Jonas Björkman in de eerste ronde en het dertiende reekshoofd Robby Ginepri in de tweede, maar verloor in de derde ronde van de Cyprioot Marcos Baghdatis. Deze derde ronde is ook zijn beste resultaat op een grandslamtoernooi. Verder haalde Gremelmayr in 2006 nog de kwartfinale op het ATP-toernooi van München.
In 2007 kon Gremelmayr zijn derde ronde op de Australian Open niet verdedigen omdat hij sneuvelde in de kwalificaties. In september won hij zijn eerste challengertoernooi in Düsseldorf door in de finale de Oostenrijker Andreas Haider-Maurer te verslaan. Twee maanden later won hij het challengertoernooi in Eckental.

### 2008
In 2008 wist Gremelmayr zich via de kwalificaties te plaatsen voor de hoofdtabel van de Australian Open. Hij verloor in de tweede ronde van de Amerikaan Vincent Spadea. In het voorjaar haalde hij tweemaal een halve finale: in Estoril in april verloor hij van Roger Federer met 6-2, 5-7, 1-6 en in Barcelona verloor hij kansloos met 1-6, 0-6 van Rafael Nadal. Na deze twee halve finales bereikte hij in mei zijn hoogste positie op de ATP-ranglijst met een 59e plaats. Op de grandslamtoernooien van Roland Garros en Wimbledon werd Gremelmayr meteen in de eerste ronde uitgeschakeld. Tijdens de zomer op het Amerikaanse hardcourtcircuit haalde hij de halve finale op het ATP-toernooi van Los Angeles. Hij won van onder andere Feliciano López en Marat Safin, maar moest de duimen leggen voor Andy Roddick. Op de US Open werd Gremelmayr meteen in de eerste ronde uitgeschakeld door de Belg Steve Darcis. In november verdedigde Gremelmayr met succes zijn titel op het challengertoernooi van Eckental. Gremelmayr versloeg - in een heruitgave van de finale van 2007 - Roko Karanušić. Hij eindigde het jaar voor het eerst binnen de top 100, op plaats 87.

### 2009 - 2012
Op de Australian Open van 2009 werd Gremelmayr meteen in de eerste ronde uitgeschakeld door de Spanjaard David Ferrer, het elfde reekshoofd. Ook op Roland Garros verloor hij in de eerste ronde, ditmaal van Andrej Goloebev. Tijdens de zomer speelde hij voornamelijk challengers. Eind augustus nam hij drie maanden pauze. Hij speelde zijn enige toernooi van het najaar op het challengertoernooi van Eckental.
Tot mei 2010 haalde Gremelmayr maar weinig goede resultaten. Vaak struikelde hij al in de kwalificaties van de challengers waaraan hij deelnam. In mei won hij de vierde challenger van zijn carrière, in Cremona. In juli won hij nog twee challengers: in Scheveningen en Poznań. Hij eindigde het jaar op plaats 121.
Begin 2011 wist Gremelmayr zich te plaatsen voor de Australian Open. Hij werd in de eerste ronde uitgeschakeld. Hetzelfde gebeurde op Roland Garros en op Wimbledon, waar hij in de eerste ronde opgaf. Gremelmayer wist begin mei weer even de top 100 te halen, maar viel in diezelfde maand weer terug. Zijn beste resultaat van het voorjaar was de kwartfinale op het ATP-toernooi van 's-Hertogenbosch. Na Wimbledon haalde hij geen noemenswaardige resultaten meer en zakte hij verder weg op de ATP-ranglijst. Gremelmayr sloot 2011 af op de 191e plaats.
In 2012 speelde Gremelmayr vooral challengers, maar met weinig in het oog springende resultaten.

## Palmares
| Legenda                       | Legenda               |
| ----------------------------- | --------------------- |
| Grand Slam                    |                       |
| Olympische Spelen             |                       |
| tot 2009                      | vanaf 2009            |
| Tennis Masters Cup            | ATP Finals            |
| ATP Masters Series            | ATP Tour Masters 1000 |
| ATP International Series Gold | ATP Tour 500          |
| ATP International Series      | ATP Tour 250          |

### Enkelspel
| Nr.                  | Datum            | Toernooi     | Ondergrond | Tegenstander in finale | Score            |
| -------------------- | ---------------- | ------------ | ---------- | ---------------------- | ---------------- |
| Gewonnen challengers |                  |              |            |                        |                  |
| 1.                   | 3 september 2007 | Düsseldorf   | Gravel     | Andreas Haider-Maurer  | 6-7(5), 6-2, 6-4 |
| 2.                   | 5 november 2007  | Eckental     | Tapijt (i) | Roko Karanušić         | Walk-over        |
| 3.                   | 3 november 2008  | Eckental     | Tapijt (i) | Roko Karanušić         | 6-2, 7-5         |
| 4.                   | 17 mei 2010      | Cremona      | Hardcourt  | Marius Copil           | 6-4, 7-5         |
| 5.                   | 5 juli 2010      | Scheveningen | Gravel     | Thomas Schoorel        | 7-5, 6-4         |
| 6.                   | 19 juli 2010     | Poznań       | Gravel     | Andrey Kuznetsov       | 6-1, 6-2         |

### Dubbelspel
| Nr.                              | Datum        | Toernooi | Ondergrond | Partner            | Tegenstanders in finale       | Score            |
| -------------------------------- | ------------ | -------- | ---------- | ------------------ | ----------------------------- | ---------------- |
| Gewonnen challengers herendubbel |              |          |            |                    |                               |                  |
| 1.                               | 2 juni 2003  | Fürth    | Gravel     | Simon Greul        | Tomas Behrend Karsten Braasch | 6-3, 1-6, 7-6(5) |
| 2.                               | 21 juni 2010 | Marburg  | Gravel     | Matthias Bachinger | Guillermo Olaso Grega Zemlja  | 6-4, 6-4         |

## Prestatietabellen
| Legenda | Legenda                          |
| ------- | -------------------------------- |
| g.t.    | geen toernooi gehouden           |
| l.c.    | lagere categorie                 |
| –       | niet deelgenomen                 |
| G       | uitgeschakeld in de groepsfase   |
| 1R      | uitgeschakeld in de eerste ronde |
| 2R      | uitgeschakeld in de tweede ronde |
| 3R      | uitgeschakeld in de derde ronde  |
| 4R      | uitgeschakeld in de vierde ronde |
| KF      | uitgeschakeld in de kwartfinale  |
| HF      | uitgeschakeld in de halve finale |
| F       | de finale verloren               |
| W       | het toernooi gewonnen            |
| w-v     | winst/verlies-balans             |

### Prestatietabel enkelspel
| Grandslamtoernooien   |                   |                   |                   |                   |                   |                   |                   |      |      |      |      |        |
| Australian Open       | –                 | –                 | –                 | –                 | 3R                | –                 | 2R                | 1R   | –    | 1R   | –    | 3-4    |
| Roland Garros         | –                 | –                 | –                 | –                 | –                 | –                 | 1R                | 1R   | –    | 1R   | –    | 0-3    |
| Wimbledon             | –                 | –                 | –                 | –                 | –                 | –                 | 1R                | –    | –    | 1R   | –    | 0-2    |
| US Open               | –                 | –                 | –                 | –                 | –                 | –                 | 1R                | –    | –    | –    |      | 0-1    |
| Winst-verlies         | 0-0               | 0-0               | 0-0               | 0-0               | 2-1               | 0-0               | 1-4               | 0-2  | 0-0  | 0-3  | 0-0  | 3-10   |
| ATP World Tour Finals |                   |                   |                   |                   |                   |                   |                   |      |      |      |      |        |
| ATP World Tour Finals | –                 | –                 | –                 | –                 | –                 | –                 | –                 | –    | –    | –    | –    | 0-0    |
| ATP Masters 1000      |                   |                   |                   |                   |                   |                   |                   |      |      |      |      |        |
| Indian Wells          | –                 | –                 | –                 | –                 | –                 | –                 | –                 | 1R   | –    | –    | –    | 0-1    |
| Miami                 | –                 | –                 | –                 | –                 | –                 | –                 | –                 | –    | –    | –    | –    | 0-0    |
| Monte Carlo           | –                 | –                 | –                 | –                 | –                 | –                 | –                 | –    | –    | –    | –    | 0-0    |
| Rome                  | –                 | –                 | –                 | –                 | –                 | –                 | –                 | –    | –    | –    | –    | 0-0    |
| Hamburg               | –                 | –                 | –                 | –                 | –                 | –                 | –                 | l.c. | l.c. | l.c. | l.c. | 0-0    |
| Madrid                | –                 | –                 | –                 | –                 | –                 | –                 | –                 | –    | –    | –    | –    | 0-0    |
| Montréal/Toronto      | –                 | –                 | –                 | –                 | 2R                | –                 | –                 | –    | –    | –    | –    | 1-1    |
| Cincinnati            | –                 | –                 | –                 | –                 | –                 | –                 | –                 | –    | –    | –    | –    | 0-0    |
| Shanghai              | geen Masters 1000 | geen Masters 1000 | geen Masters 1000 | geen Masters 1000 | geen Masters 1000 | geen Masters 1000 | geen Masters 1000 | –    | –    | –    | –    | 0-0    |
| Parijs                | –                 | –                 | –                 | –                 | –                 | –                 | –                 | –    | –    | –    | –    | 0-0    |
| Statistieken          |                   |                   |                   |                   |                   |                   |                   |      |      |      |      |        |
| Totaal aantal titels  | 0                 | 0                 | 0                 | 0                 | 0                 | 0                 | 0                 | 0    | 0    | 0    | 0    | 0      |
| Totaal winst-verlies  | 0-1               | 0-0               | 0-0               | 1-3               | 9-9               | 0-4               | 15-21             | 2-9  | 0-0  | 4-10 | 1-1  | 32-58  |
| Eindejaarsranking     | 294               | 340               | 418               | 196               | 138               | 118               | 87                | 238  | 121  | 191  |      | n.v.t. |

N.B. "l.c." = lagere categorie

### Prestatietabel dubbelspel (grand slam)
| Grandslamtoernooien   |     |     |     |     |     |        |
| Australian Open       | –   | –   | –   | –   | –   | 0-0    |
| Roland Garros         | –   | –   | –   | –   | –   | 0-0    |
| Wimbledon             | 2R  | –   | –   | –   | –   | 1-1    |
| US Open               | 1R  | –   | –   | –   | –   | 0-1    |
| Winst-verlies         | 1-2 | 0-0 | 0-0 | 0-0 | 0-0 | 1-2    |
| ATP World Tour Finals |     |     |     |     |     |        |
| ATP World Tour Finals | –   | –   | –   | –   | –   | 0-0    |
| Statistieken          |     |     |     |     |     |        |
| Totaal aantal titels  | 0   | 0   | 0   | 0   | 0   | 0      |
| Eindejaarsranking     | 228 | 389 | 271 | 296 |     | n.v.t. |